# Štirilist
Štirilist, tudi četverolist, (angl.: quatrefoil, v preteklosti caterfoil) je okrasni element, ki je sestavljen iz simetrične oblike, ki tvori celoten obris štirih delno prekrivajočih se krogov istega premera. Najdemo ga v umetnosti, arhitekturi, heraldiki in tradicionalni krščanski simboliki. Beseda štirilist pomeni 'štirje listi', iz latinščine quattuor, štiri, plus folium, list , ki se nanaša posebej na štirilistno deteljivo, v splošnem pa velja za štirikrake oblike. V zadnjih letih so številne luksuzne blagovne znamke uveljavljale zahtevke za avtorske pravice, povezane s simbolom. Podobna oblika s tremi kraki se imenuje trilist.

## Zgodovina
Vrhunsko priljubljenost je štirilist dosegel v gotski in renesančni dobi. Najpogosteje ga najdemo kot poslikavo, predvsem v gotski arhitekturi, kjer je pogosto mogoče videti na vrhu gotskega loka, ki je včasih napolnjen z vitrajem. Čeprav se zasnova pogosto sklicuje kot 'islamskega izvora', obstajajo primeri njegove uporabe, ki so nastali skoraj 200 let pred rojstvom islama. Samostan Stoudios v Konstantinoplu je bil zgrajen leta 462 našega štetja, kmalu potem, ko je v Bizantinskem cesarstvu krščanstvo postalo zakonito. Opaženi loki so plod tega, da vzamemo navaden štirikotnik in ga delimo na polovico.

## V antični Ameriki
V starodavni Mezoameriki je štirilist pogosto upodobljen na olmeških in majevskih spomenikih, na primer v La Blanci v Gvatemali, kjer sega približno v 850 pred našim štetjem. Štirilist prikazuje odprtje kozmične osrednje osi (Axis mundi) na križišču štirih glavnih smeri, ki predstavlja prehod med nebesnim in podzemnim svetom.
Drug zgodnji primer štirilista najdemo v mestu Chalcatzingo v zvezni državi Morelos v Mehiki, ki je cvetelo med 700 in 500 pr. n. št. Na spomenikih tukaj najdemo celoten štirilist in delno upodobitev štirilista. V slednjem primeru polovica predstavlja odprtino jame, v kateri sedi pomembna oseba. Ta jamska odprtina predstavlja vodni vir.
Zdi se, da je štirilist povezan z vodnimi rituali. Podobe so povezane s plodnostjo kmetijstva in prihodom dežja , kar dokazujejo oblaki, ki prinašajo dež nad portalom štirilistov.
Povezava med vladarstvom in simbolom štirilista se je nadaljevala tudi v poznem predklasičnem obdobju. Dober primer najdemo pri Izapi.
Portret štirilistov se je nadaljeval v klasičnem obdobju, kot je razvidno iz ikonografije številnih klasičnih spomenikov Majev. Dober primer je oltar iz El Perúja (najdišče Majev), ki ima na hrbtni strani zoomorfnega bitja, v katerem sedi vladar, štirilist. Z njim povezano hieroglifsko besedilo se nanaša na pripoved o ponovnem rojstvu boga koruze.

## Bodičast štirilist
Bodičast štirilist je preboden pod kotom s točkami vpisanega kvadrata , ki daje podobo, podobno heraldični vrtnici, ki jo zaradi stiliziranih trnov, ki štrlijo v stičišču vsakega para, imenujemo 'bodeči' cvetni listi. Najzgodnejši primer bodečega štirilista se pojavi na podstavkih južnega transepta v stolnici Notre Dame v Parizu iz leta 1260. Podobno se trilist pogosto kombinira z enakostraničnim trikotnikom, da tvori bodeč trilist.
Med najbolj znanimi umetniškimi deli, v katerih je uporabljen bodeč štirilist, so bronaste plošče na južnih vratih firenške krstilnice (1330–36) Andree Pisana, bronaste plošče severnih vrat firenške krstilnice Lorenza Ghibertija, tekmovalca Filipa Brunelleschija vhod za ista vrata (Žrtvovanje Izaka), pa tudi Glava angela Piera della Francesca.

## V heraldiki
V heraldični terminologiji je štirilist prikaz štiriperesne detelje, redke različice trilistne detelje. Včasih je prikazan 'zdrsnjen', torej s pritrjenim pecljem. V arhaični angleščini se imenuje caterfoil. Dvojni štirilist (ali octofoil) je v znak kadence za devetega sina v angleškem heraldičnem sistemu.

## V vojski
Štirilist se v glavnem uporablja v cerkvenih stavbah, predvsem za okna, vendar je Cliffordov stolp v gradu York zgrajen v obliki štirih prekrivajočih se stolpov, kot je štiriperesna detelja, znan pa je tudi kot štirilist.
V ameriškem mornariškem korpusu se štirilist nanaša na štirikraki okras na vrhu vojaške ali pooblaščene obleke in službene kape mornarskega častnika. Po tradiciji je bila zasnova prvič uporabljena pri marincih – častnikih - na jadralnih ladjah, tako da morski ostrostrelci na ploščadi med bližnjimi strelskimi bitkami niso streljali svojih častnikov (kot takrat, ko so se posadke nasprotnih ladij poskušale vkrcati na drugo ladjo). Uradni del oficirskih uniform ameriške mornariške pehotne vojske od leta 1859 naj bi bil sprva prekrižan kos vrvi, všit v kape častnikov, preden je bil uradno pooblaščen za uniformo.
V Natovi skupni vojaški simboliki rumeni štirilist predstavlja enoto ali predmet, katerega zvestoba ni znana.